# Poręby Dymarskie
Poręby Dymarskie – wieś w Polsce położona w województwie podkarpackim, w powiecie kolbuszowskim, w gminie Cmolas.
| SIMC    | Nazwa        | Rodzaj    |
| ------- | ------------ | --------- |
| 0646972 | Czachory     | część wsi |
| 0646989 | Dymarka      | część wsi |
| 0646995 | Dziuby       | część wsi |
| 0647003 | Gołębiówka   | część wsi |
| 0647010 | Grabie       | część wsi |
| 0647026 | Jeziorko     | część wsi |
| 0647032 | Pniaki       | część wsi |
| 0647049 | Ruda         | część wsi |
| 0647055 | Wielkie Pole | część wsi |
| 0647061 | Zakarczmie   | część wsi |

W latach 1975–1998 miejscowość administracyjnie należała do województwa rzeszowskiego.
Miejscowość jest siedzibą parafii pw. śś. Stanisława i Wojciecha, należącej do dekanatu Kolbuszowa Wschód, diecezji rzeszowskiej.
Poręby Dymarskie to wioska położona wśród łąk i lasów powiatu kolbuszowskiego. Jest to jedna z największych obszarowo miejscowości powiatu. Osadnictwo na tym terenie przybrało charakter rozrzuconych, kilkuzagrodowych osad (przysiółków). Poręby mają ich 18, a każdy z nich posiada swoją własną, barwną historię. Na przestrzeni wieków znaczące stały się dwa przysiółki: Dymarka, w której rozwijał się przemysł hutniczy i Poręby, w których osiedlali się kowale, hutnicy, rzemieślnicy i inne osoby pracujące przy wytopie żelaza. Z połączenia nazw dwóch znaczących wówczas przysiółków powstała nazwa Poręby Dymarskie.
Obecnie Poręby Dymarskie zajmują powierzchnię 22,3 km², z czego lasy stanowią 55,6%, zaś tereny użytkowane rolniczo zaledwie 39,4%. Ukształtowanie terenu jest bogate. Liczne morenowe wzniesienia, porośnięte drzewami tworzą ciekawą aurę tego miejsca. Od strony Cmolasu rozciągają się Góry Cmolaskie. Jest to szereg wzniesień które wznoszą się do 219 m n.p.m. Południową granicę miejscowości wyznacza rzeka Przyrwa, dawniej zwana Trześnią. To właśnie na niej powstały dwa zakłady hutnicze, które od XVI w. do I rozbioru Polski stanowiły kombinat górniczo-hutniczy. Tworzyły go: Dymarka, Ruda, której prawobrzeżna część zwana cmolaską należy do Porąb i Zarębki, gdzie w dwóch stawach rudnych płukano wydobyty surowiec i spławiano tratwami do pozostałych kuźnic. Złoża rudy darniowej (limonitu) wzdłuż Przyrwy zalegają płytko, tuż pod powierzchnią, tworząc złoża nie uwarstwione o charakterze pokładowym i grubości nie przekraczającej 0,2 – 0,4 m. Rudy te zawierają od kilkunastu do 42% żelaza, 2 – 6% manganu, 1 – 3% tlenku fosforu. Nadają się one do wykorzystania jako topniki we współczesnym hutnictwie.
Drugą co do wielkości rzeką jest Konotopa. Poza tym płynie tu wiele mniejszych potoków, z których jedne posiadają nazwę (np. Młyńska Rzeka) inne zaś nie. Ziemie w Porębach są mało urodzajne, przeważają piaski. Lata są upalne, z niewielkimi opadami, zimy zaś zazwyczaj są łagodne. Okres wegetacyjny roślin to ok. 220 dni. Poręby Dymarskie graniczą z Cmolasem, Komorowem, Kopciami, Brzostową Górą, Wolą Rusinowską, Płazówką i Mechowcem.